# 西郷氏員
西郷 氏員（さいごう うじかず）は、江戸時代前期の安房国東条藩の世嗣。通称は熊之助。

## 略歴
2代藩主・西郷延員の三男として誕生。
長兄・重員が延宝6年（1678年）に早世したため、新たに世子となる。しかし兄同様、家督相続を果たせぬまま延宝9年（1681年）に死去した。
氏員の死去により、延員の実子での相続者がいなくなった。代わって、氏員の従兄弟である茂員が養子に迎えられ世子となった。